# Jack Colvin
Pour les articles homonymes, voir Colvin.
Jack Colvin est un acteur américain, né le 13 octobre 1934 à Lyndon en Kansas et mort le 1er décembre 2005 à North Hollywood en Californie.

## Biographie

### Jeunesse
Jack Colvin est né à Lyndon. Enfant, il commence sa carrière au théâtre,. À dix-sept ans, il est étudiant privé de Michael Chekhov,.

### Carrière
Jack Colvin n’abandonne jamais le théâtre auquel il interprète de célèbres personnages dans Candida (en), Roméo et Juliette (Romeo and Juliet), Le blé est vert (The Corn Is Green), L'Importance d'être Constant (The Importance of Being Earnest), La Mouette (The Seagull), Le Long Voyage vers la nuit (Long Day's Journey into Night).
Il apparaît très souvent à la télévision, notamment L'Incroyable Hulk (The Incredible Hulk), ainsi que L'Homme qui valait trois milliards (The Six Million Dollar Man), Super Jaimie (The Bionic Woman), Rick Hunter (Hunter), Arabesque ou encore MacGyver.
Quant au cinéma, il joue dans Scorpio de Michael Winner (1973), Le Cercle noir (The Stone Killer) de Michael Winner (1973), L'Homme terminal ou Homicides incontrôlés (The Terminal Man) de Mike Hodges (1974), Une bible et un fusil (Rooster Cogburn) de Stuart Millar (1975) et Jeu d'enfant (Child's Play) de Tom Holland (1988).

### Mort
Jack Colvin est mort le 1er décembre 2005 des suites de problèmes cardiovasculaires.

## Filmographie

### Longs métrages
- 1968 : Adorablement vôtre  (How Sweet It Is!) de Jerry Paris : l’assistant chef
- 1969 : On achève bien les chevaux (They Shoot Horses, Don't They?) de Sydney Pollack : le candidat de marathon refusé l’entrée (non crédité)
- 1969 : Viva Max! de Jerry Paris : Garcia
- 1970 : Monte Walsh de William A. Fraker : l’escroqueur des cartes
- 1972 : Jeremiah Johnson de Sydney Pollack : le lieutenant Mulvey Cavalry
- 1972 : Requiem pour des gangsters (Hickey & Boggs) de Robert Culp : Shaw
- 1972 : Juge et Hors-la-loi (The Life and Times of Judge Roy Bean) de John Huston : Pimp
- 1973 : Scoprio de Michael Winner : le voleur
- 1973 : Le Cercle noir (The Stone Killer) de Michael Winner : Lionel Henry Jumper
- 1974 : L'Homme terminal ou Homicides incontrôlés (The Terminal Man) de Mike Hodges : le détective
- 1974 : The Crazy World of Julius Vrooder de Arthur Hiller : le sergent
- 1975 : Une bible et un fusil (Rooster Cogburn) de Stuart Millar : Red
- 1976 : Embryo de Ralph Nelson : Dr Jim Winston
- 1988 : Jeu d'enfant (Child's Play) de Tom Holland : Dr Ardmore

### Court métrage
- 1998 : Birds of a Feather de Lisa Dalton : Dr Adams

### Téléfilms
- 1966 : Operation Razzle-Dazzle de Danny Arnold
- 1972 : Footsteps de Paul Wendkos
- 1974 : Hurricane de Jerry Jameson : le présentateur
- 1975 : Knuckle de Norman Lloyd : Max Dupree
- 1976 : Amelia Earhart de George Schaefer : Wilmer Stultz
- 1977 : Benny and Barney: Las Vegas Undercover de Ron Satlof : le lieutenant Callan
- 1977 : The Spell de Lee Philips : Dale Boyce
- 1977 : Exo-Man de Richard Irving : Martin
- 1977 : L'Incroyable Hulk (The Incredible Hulk) : Jack McGee
- 1978 : Hulk revient (The Incredible Hulk: Married) de Kenneth Johnson : Jack McGee
- 1988 : Le Retour de l'incroyable Hulk (The Incredible Hulk Returns) de Nicholas Corea : Jack McGee

### Séries télévisées
- 1966 : Blue Light : le capitaine Eckler (saison 1, épisode 14 : The Other Fuhrer)
- 1966 : Preview Tonight (saison 1, épisode 2 : Somewhere in Italy... Company B!)
- 1967 : Commando du désert (The Rat Patrol) : Luden (saison 1, épisode 18 : The One That Got Away Raid)
- 1968 : Tarzan : le gouverneur militaire (saison 2, épisode 14 : The Professional)
- 1969 : That Girl : Bounder (saison 3, épisode 21 : The Subject Was Rabies)
- 1970 : Les Aventuriers du Far West (Death Valley Days) : Frank Burke (saison 18, épisode 16 : Le Bureau de poste plus grande petite dans le monde (The Biggest Little Post Office in the World))
- 1974 : Kojak : Maurice Cherneff (saison 1, épisode 16 : Dix-huit heures de panique (Eighteen Hours of Fear))
- 1975 : L'Homme invisible (The Invisible Man) : Maurice Cherneff (saison 1, épisode 3 : Un homme d'influence (Man of Influence))
- 1975 : Baretta : Sam Gowen (saison 2, épisode 6 : Peine de cœur (Double Image))
- 1975 : Harry O : Willie (saison 2, épisode 7 : Mayday)
- 1975 : The Rookies : Wolfe Burdett (saison 4, épisode 12 : Reluctant Hero)
- 1975 : L'Homme qui valait trois milliards (The Six Million Dollar Man : Ed Jasper (saison 2, épisode 17 : Le Sosie (Look Alike))
- 1976 : L'Homme qui valait trois milliards (The Six Million Dollar Man : Will Collins (saison 3, épisode 16 : À quoi pensez-vous ? (Hocus-Pocus))
- 1976 : McCoy : Hugo (saison 1, épisode 4 : À Chacun ses manies (In Again Out Again))
- 1976 : 200 dollars plus les frais (The Rockford Files) : le prédicateur (saison 2, épisode 22 : Mauvaise Affaire (A Bad Deal in the Valley))
- 1976 : Los Angeles, années 30 (City of Angels) (saison 1, épisode 11 : L'Adieu au passé (Say Goodbye to Yesterday))
- 1976 : Super Jaimie (The Bionic Woman) : Baron Constantine (saison 2, épisode 5 : Pour la vie d'Oscar (Kill Oscar))
- 1976 : Sur la piste des Cheyennes (The Quest) : Bewgas (saison 1, épisode 11 : Un tireur trop doué (Portrait of a Gunfighter))
- 1976 : Switch : le détective sergent Colder (saison 1, épisode 21 : Une affaire embrouillée (The Case of the Purloined Case))
- 1976 : Switch : le détective Koehler (saison 1, épisode 22 : The Girl on the Golden Strip)
- 1977 : L'Homme qui valait trois milliards (The Six Million Dollar Man) : Dr Charles Leith (2 épisodes)
- 1977 : Westside Medical : Dr Bower (saison 1, épisode 7 : The Mermaid)
- 1977 : Switch : le lieutenant Koehler (2 épisodes)
- 1977 : The Hardy Boys/Nancy Drew Mysteries : le lieutenant (saison 2, épisode 10 : Nancy Drew's Love Match)
- 1977 : Quincy (Quincy, M.E.) : Bill Legget (saison 2, épisode 6 : Hit and Run at Danny's)
- 1977-1982 : L'Incroyable Hulk (The Incredible Hulk) : Jack McGee (82 épisodes)
- 1982 : Quincy (Quincy, M.E.) : Ross (saison 7, épisode 20 : Expert in Murder)
- 1985 : Washingtoon : Bill Knock (10 épisodes)
- 1986 : Allô Nelly bobo (Gimme a Break!) : Dr Raymond Michaelson (saison 5, épisode 15 : Second Chance: Part 2)
- 1986 : Rick Hunter (Hunter) : Michael Varn (saison 2, épisode 19 : Installation (The Setup))
- 1986 : Cagney et Lacey (Cagney and Lacey) : Delawter (saison 6, épisode 6 : The Zealot)
- 1986 : MacGyver : Abel Makepeace (saison 2, épisode 9 : Le silence est d'or (Silent World))
- 1987 : Arabesque (Murder, She Wrote) : Harris Atwater (saison 4, épisode 10 : Sur le sentier de la guerre (Indian Giver))
- 1987 : Les deux font la paire (Scarecrow and Mrs. King) : Doneck (saison 4, épisode 15 : Contre-temps (Bad Timing))
- 1988 : La Loi du privé (The Law and Harry McGraw) : Peter Bergmann (saison 1, épisode 15 : Harry Does the Hustle)
- 1991 : Arabesque (Murder, She Wrote) : l’ambassadeur Chandler Hellman (saison 7, épisode 13 : Contravention fatale (Moving Violation))